# GAESA
Grupo de Administración Empresarial de las Fuerzas Armadas (spanisch für Gruppe für Unternehmensmanagement der Streitkräfte, abgekürzt GAESA) ist eine Unternehmensgruppe der kubanischen Armee. Sie kontrolliert große Teile der kubanischen Wirtschaft, insbesondere deren Devisen-Bereich. Zu ihr gehören Unternehmen in den Bereichen Einzelhandel, Tourismus, Im- und Export, Bauwesen, Lagerhaltung sowie die Sonderwirtschaftszone von Mariel. Sie gilt als Art Parallel-Staat, der keinerlei Kontrolle durch andere staatliche Institutionen unterliegt.

## Geschichte
Das GAESA-Konsortium wurde 1995 inmitten der sogenannten Periodo Especial in Kuba gegründet. Nach dem Zerfall der Sowjetunion und dem Zusammenbruch des Ostblocks brachen quasi von heute auf morgen Kubas wesentliche Außenhandelspartner weg. Dem Militär wurde damals am ehesten ein effizientes Wirtschaften zugetraut. Demzufolge wurde ihm die neue devisenorientierte Wirtschaft übertragen. Leiter der neuen Unternehmensgruppe wurde Luis Alberto Rodríguez López-Calleja, Schwiegersohn des damaligen Verteidigungsministers Raúl Castro. Unter dessen Präsidentschaft ab 2008 wurde Bedeutung und Einfluss der GAESA stetig ausgebaut. Heute unterstehen ihr die lukrativsten Teile der kubanischen Wirtschaft. Deswegen kam die Gesellschaft unter der US-Präsidentschaft von Donald Trump zunehmend in den Fokus für Erweiterung und Verschärfung des Embargos gegen Kuba.
Ende 2024 wurden interne Dokumente geleakt, die beweisen sollen, dass die GAESA über die Tourismus-Tochter Gaviota über erhebliche liquide Geldmittel in Höhe von 4,3 Milliarden US-Dollar verfügt, die die aktuelle gravierende Krise in fast allen Bereichen der kubanischen Wirtschaft zumindest vorübergehend erheblich mildern könnte. So entspräche dieser Betrag den dreizehnfachen der 339 Millionen Dollar, die laut Regierung benötigt werden, um die Apotheken adäquat mit Medikamenten zu versorgen.

## Struktur
Zur Unternehmensgruppe der GAESA gehören unter anderen folgende Firmen:
- Tourismus: Gaviota, Cubanacán
- Einzelhandel: TRD Caribe
- Außenhandel: CIMEX
- Bauwesen: Almest
- Sonderwirtschaftszone von Mariel